# Benitochromis conjunctus
Benitochromis conjunctus е вид бодлоперка от семейство Цихлиди (Cichlidae). Видът е застрашен от изчезване.

## Разпространение
Разпространен е в Камерун.

## Описание
На дължина достигат до 7,3 cm.